# بلخ
شهر بَلخ (باختری: بخلو، (Baxlo)؛ آوانویسی اوستایی: باخذی (𐬠𐬁𐬑𐬜𐬌-bāxδi)؛ پارسی باستان: باختریش (𐎲𐎠𐎧𐎫𐎼𐎡𐏁- Bāxtriš)؛ پارسی میانه: بخل (Baxl)؛ یونانی باستان: باکتریانه Βακτριανή؛ لاتین: باکتریانا Bactriana یا به‌طور ساده‌تر باکتریا Bactria) که به نام زری‌اسپه (Zariaspa) نیز آمده‌است، از شهرهای مهم افغانستان که امروزه در فاصله ۲۰ کیلومتری از مزار شریف مرکز ولایت بلخ در شمال افغانستان واقع شده‌است. این شهر پایتخت دولت یونانی باختر بود. بلخ از شروع تاریخ نخستین، مرکز باستانی بودیسم، اسلام و زرتشت و یکی از شهرهای مهم ولایت خراسان بزرگ در گذشته بوده‌است. 
این شهر باستانی بیشتر به عنوان مرکز و پایتخت باکتریا یا تخارستان شناخته می‌شد. مارکو پولو بلخ را به عنوان «شهری باشکوه و بزرگ» توصیف کرده‌است. به فرمانروایان بلخ اسپهبد می گفتند. اکنون از بلخ جز انبوهی از ویرانه‌ها، در حدود ۱۲ کیلومتری کناره راست رودخانه بلخ چیزی باقی نمانده‌است.

## نام
نام باختری بلخ به‌صورت (βαχλο) است. در متون پارسی میانه به‌صورت بَخل (𐭡𐭠𐭧𐭫) به زبان پارسی باستان به‌شکل باختری (𐎲𐎠𐎧𐎫𐎼𐎡𐏁) در زبان اوستایی به‌صورت (𐬠𐬁𐬑𐬜𐬌‎) به زبان سانسکریت بلهیکه (Bahlīka) و در زبان ارمنی (Bahl) آمده‌است.

## پیشینه
باختر(باکتر) به قولی کهن‌ترین شهر تاریخ جهان است که پیشینهٔ آن به هزاران سال قبل از میلاد برمی‌گردد و یکی از شهرهای مهم پادشاهی ایران باستان بود.
باختر(باکتر) نخستین شهری است که قبایل ایرانی از بین سال‌های ۲۰۰۰ تا ۱۵۰۰ قبل از میلاد از شمال آمو دریا به آن نقل مکان کردند. عربها به دلیل دیرینگی این شهر، آن را ام‌البلاد یا مادر شهرها خوانده اند. این شهر به‌طور سنتی مرکز زرتشتیان بود. نام زریاسپا، که یا یک نام جایگزین برای بلخ یا بخشی از شهر است، ممکن است از آتشکده مهم زرتشتیان آذر-آسپ گرفته شده باشد. بلخ به عنوان مکانی که زرتشت برای نخستین بار دین خود را موعظه می‌کرد، و همچنین مکانی که درگذشت، قلمداد می‌شد.

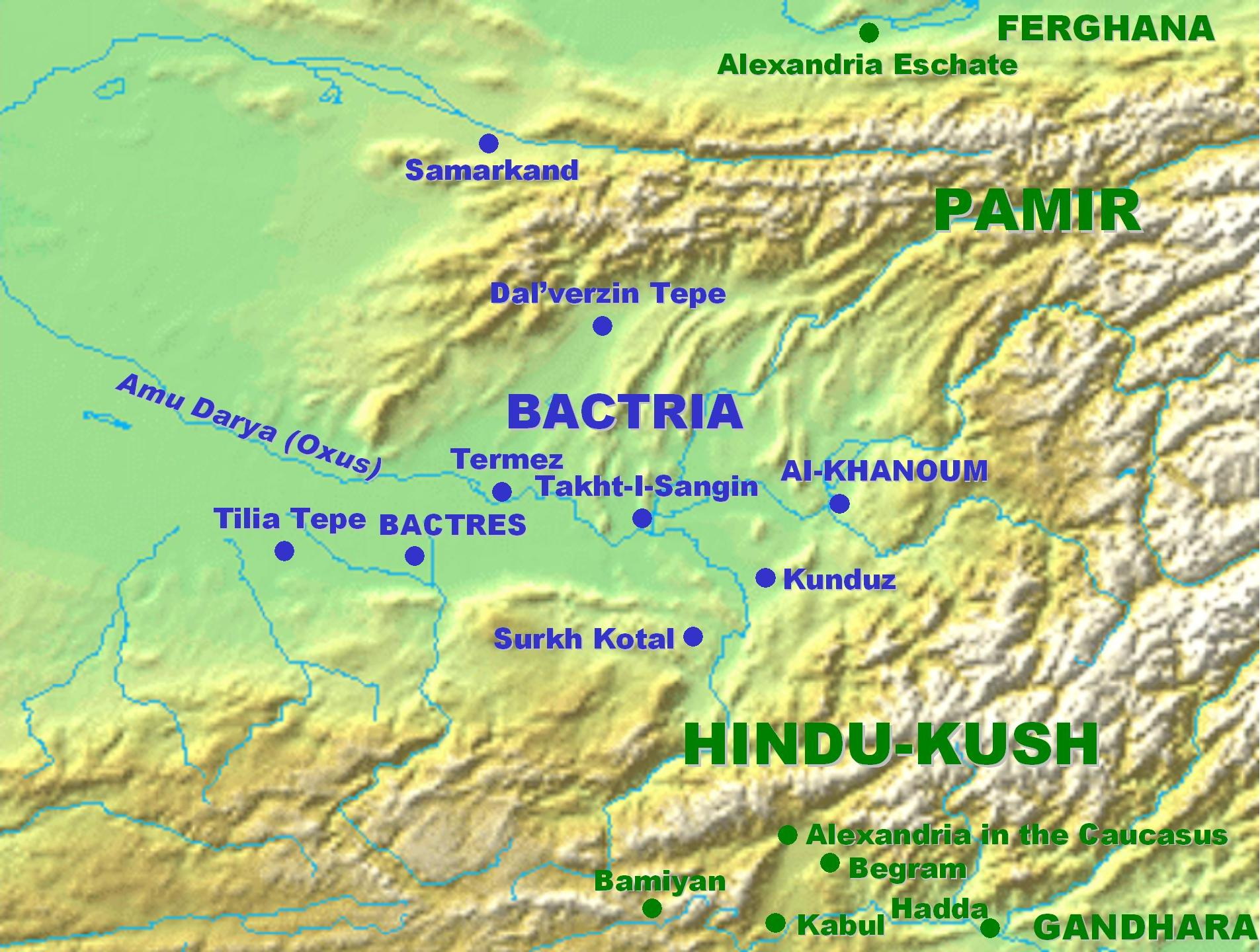
نقشه بلخ (که در اینجا به عنوان بکرتس ذکر شده‌است)، پایتخت باکتریا

از آنجا که هندوایرانی‌ها اولین پادشاهی خود را در بلخ بنا کردند (باکتریا، بکتر، داکسیا، بوخدی) برخی از محققان بر این باورند که از این منطقه بود که موج‌های مختلف هندوایرانیان (اقوام آریایی) به شمال‌شرقی ایران و منطقه سیستان پخش شدند.  تغییرات آب و هوایی منجر شد که این منطقه که در زمان باستان بسیار حاصل‌خیز بود، به بیابان تبدیل شود.  در افسانه‌ها تأسیس این شهر به کیومرث، اولین پادشاه جهان در اساطیر ایرانی نسبت داده شده‌است؛ و حداقل مسلم است که در اوایل رقیب شوش، اکباتانا، نینوا و بابل بود.

### دوران پیشاتاریخ

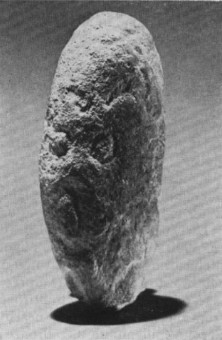
نگارهٔ ۲: سردیسی از انسان از آق‌کُپرُک، در ولایت بلخ، شمال افغانستان، پیرامون ۲۰٫۰۰۰ پیش از میلاد - نخستین ترسیم چهرهٔ انسان که تا اکنون در افغانستان کشف شده‌است.

بیشتر از ۲۰۰۰۰ ابزار سنگی بدست‌آمده از آق‌کُپرُک (در ولایت بلخ) آنچنان ماهرانه ساخته شده‌اند که باستان‌شناسان اغلب از سازندگان این ابزار در آق‌کُپرُک به‌عنوان «میکل‌آنجلوهای دورهٔ پارینه‌سنگی فوقانی» یاد می‌کنند. آثار بدست‌آمده از آق‌کُپرُک متعلق به یک دورهٔ فرهنگی است که ۵۰۰۰ سال، از حدود ۲۰۰۰۰ تا ۱۵۰۰۰ سال پیش طول کشید. در دوره‌ای که هنرمندی ناشناس چهرهٔ یک مرد (یا یک زن؟) بر روی سنگ آهک کوچکی تراشیده - و یکی از نخستین ترسیم‌های چهرهٔ انسان ساخت دست است که به ما رسیده‌است.
اگرچه ترسیم‌هایی دیگر از استخوان و سفال در چکسلواکیا و فرانسه در دوره‌ای مشابه ساخته شده‌اند، اما بقایای حجاری‌های آق‌کُپرُک هنوز یکی از قدیمی‌ترین ترسیم‌های شناخته‌شده از چهرهٔ انسان است که تا به کنون کشف شده‌است. اما چرا این کنده‌کاری صورت گرفته؟ شاید پاسخ این پرسش را هرگز نیابیم.

### دوران باستان

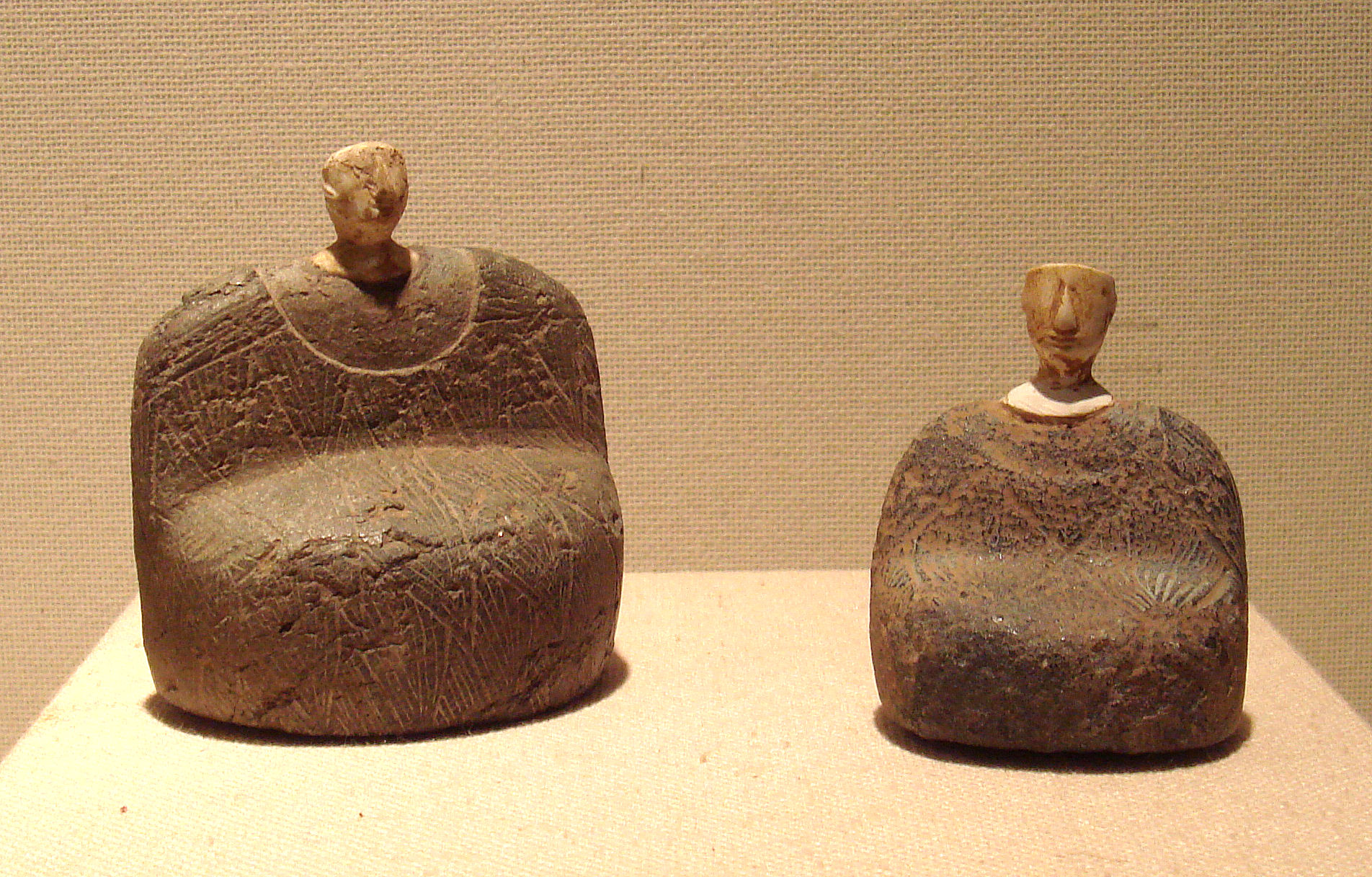
الهه‌های بلخ، افغانستان، ۲۰۰۰–۱۸۰۰ پیش از میلاد.

شهرنشینی باستانی مرگوش و بلخ همچنین شناخته شده به عنوان تمدن آمودریا برجسته‌ترین تمدن باستانی فرهنگ عصر برنز در آسیای میانه است، که قدمت آن تقریباً حدود ۲۲۰۰–۱۷۰۰ پیش از میلاد است. گستره این تمدن بزرگ شامل نمازگاه تپه در ترکمنستان امروزی، باخلو در شمال افغانستان، جنوب ازبکستان و تاجیکستان غربی، در منطقه بلخ باستان (باکتریا) می‌باشد. این مکان‌ها توسط ویکتور سیریانیدی (۱۹۷۶) باستان‌شناس شوروی کشف و نامگذاری شد. باکتریا نام یونانی ناحیه باخلو (بلخ امروزی) در شمال افغانستان کنونی بود و مرگوش نام یونانی ساتراپی فارسی مارگو به مرکزیت مرو در ترکمنستان امروزی بود.
مورخ قدیم یونان ستیاس در ۴۰۰ پیش از میلاد (به دنبال دیودور سیسیلی) ادعا کرد که نینوس پادشاه افسانه‌ای آشور، اوکسیارت پادشاه باختر را در سال ۲۱۴۰ پیش از میلاد (۱۰۰۰ سال قبل از جنگ تروا) شکست داده‌است. از زمان کشف رمزگشایی خط میخی در قرن نوزدهم، کشف سوابق واقعی دولت‌های یونانی بلخ و آشور امکان‌پذیر شد. با این حال، مورخان ارزش کمی برای این دولت یونانی قائل هستند.
به گفته برخی از نویسندگان، باختر میهن قبایل هند و اروپایی بود که حدود ۲۵۰۰–۲۰۰۰ قبل از میلاد به جنوب‌غربی سوی ایران امروز و شمال غربی سوی هند و پاکستان امروزی نقل مکان کردند. که بعداً به ساتراپی‌های شمالی شاهنشاهی هخامنشی تبدیل شد. پیامبر زرتشت در این مناطق، جایی که خاک حاصل‌خیز بلخ توسط صحرای توران احاطه شده بود، متولد شد و اولین پیروان خود را به‌دست آورد. زبانی که آن‌ها صحبت می‌کردند اوستایی بود، زبان قدیمی‌ترین بخشهای اوستای زرتشتی و یکی از زبان‌های قدیمی هند و اروپایی.

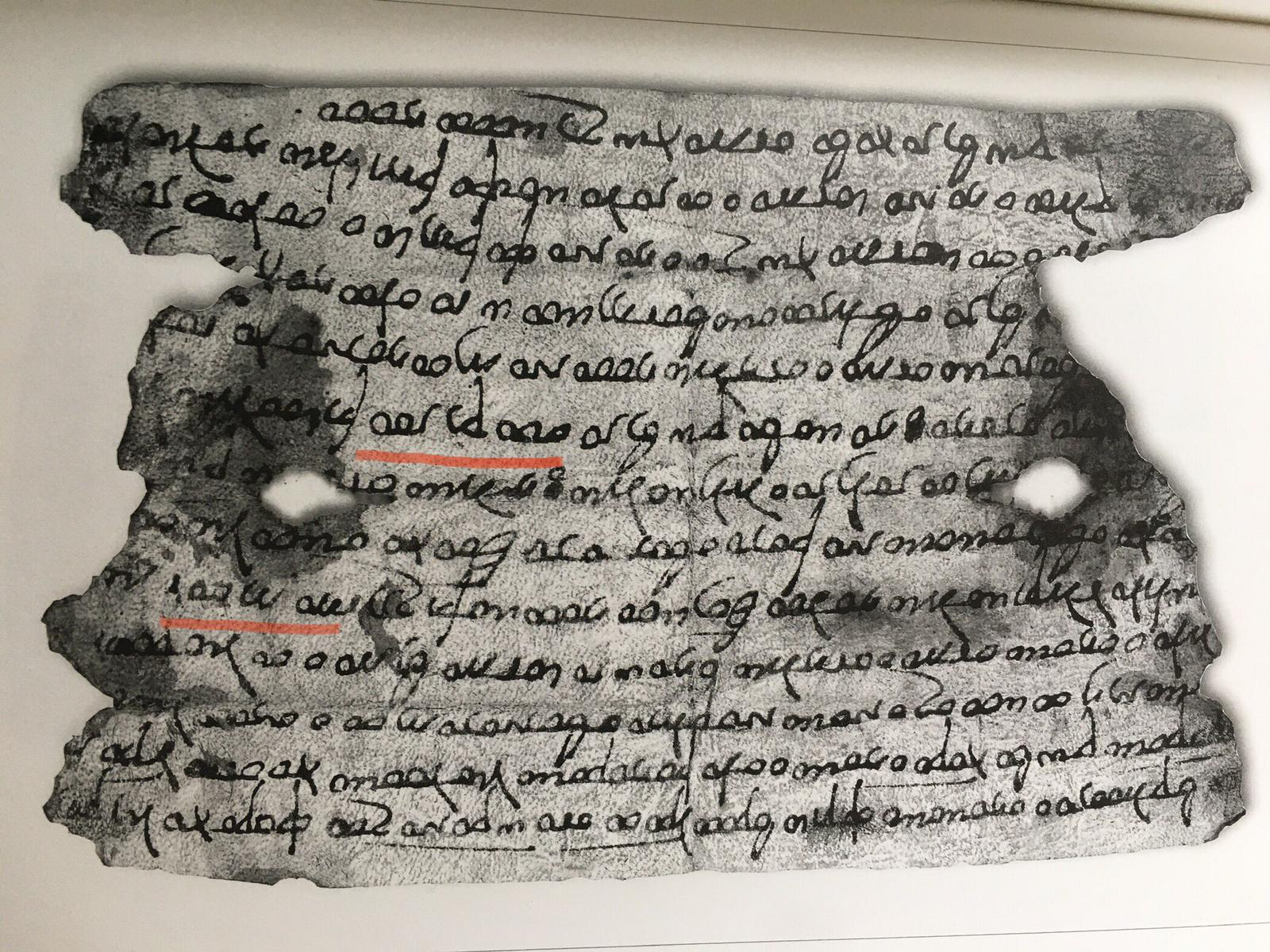
کتیبه باختری مکشوفه از بلخ توسط پروفیسور سیمز ویلیام. ترجمه: [به اورموزد بنوکان، یبغوی هفتالی]، سلام و احترامات از قاضی تخارستان و غرچستان. اما بعد [علاوه بر این]، "نامه (سلام شما بدستم رسیده‌است، بنابراین من شنیده‌ام که [درباره] سلامتی من پرسیدید، من خوب هستم، (و بعداً ؟) شنیدم که آنجا یک پیغام به شما فرستاده شد بدین مضمون: ""۱۸۴ … مراقب کشاورزی باشید."" اما دستور (۱۹–۱۰) به شما داده‌شده‌است. پس: "شما باید غلات را تحویل دهید و [سپس] آن را از فروشگاه شهروندان می‌توانید بخرید." من دستور (ضرر …) نمی‌دهم… [بخش ۱۱۲۱ ... ۱۱۳۱ ... ۱۴ کتیبه ازبین رفته‌است]، … بنابراین من این سفارش را می‌دهم. و من … در مورد زمستان… (؟) [بخش ۱۷ ازبین رفته‌است]. من مأموران را در آنجا [به شما] فرستادم، پس از ۱۱۸ کشاورز مراقبت کنید. (۱۱۹–۲) [به] اورمزد بنوکان، درود … ". قرن چهارم میلادی

زمانی نظریه اینکه باختر جزو امپراتوری مادها بوده توسط ای. هرزفیلد پیشنهاد شد. در قرن ۶ پیش از میلاد باختر توسط کوروش به امپراتوری هخامنشی ضمیمه شد و همراه با مرگوش دوازدهمین ساتراپی هخامنشیان را تشکیل داد. پس از اینکه داریوش سوم توسط اسکندر بزرگ شکست خورد و در هرج و مرج بعدی کشته شد، قاتل وی بسوس، ساتراپ باختر، سعی کرد نقشه استقلال باختر را در ساتراپی خود سازمان دهد اما توسط دیگر جنگ سالاران اسیر شده و به اسکندر تحویل داده شد.
اسکندر مقدونی سغدیانه و پارس را فتح کرد. با این حال، در جنوب، قبل از اینکه به آمودریا برسد، با مقاومت شدیدی برخورد نمود. پس از دو سال جنگ باختر توسط مقدونی‌ها اشغال شد، اما اسکندر هرگز نتوانست با موفقیت مردم را تحت سلطه خود درآورد. پس از مرگ اسکندر، سرانجام امپراتوری مقدونیه بین ژنرال‌های اسکندر تقسیم شده، باختر جزو قلمرو سلوکوس اول، بنیانگذار امپراتوری سلوکی شد.

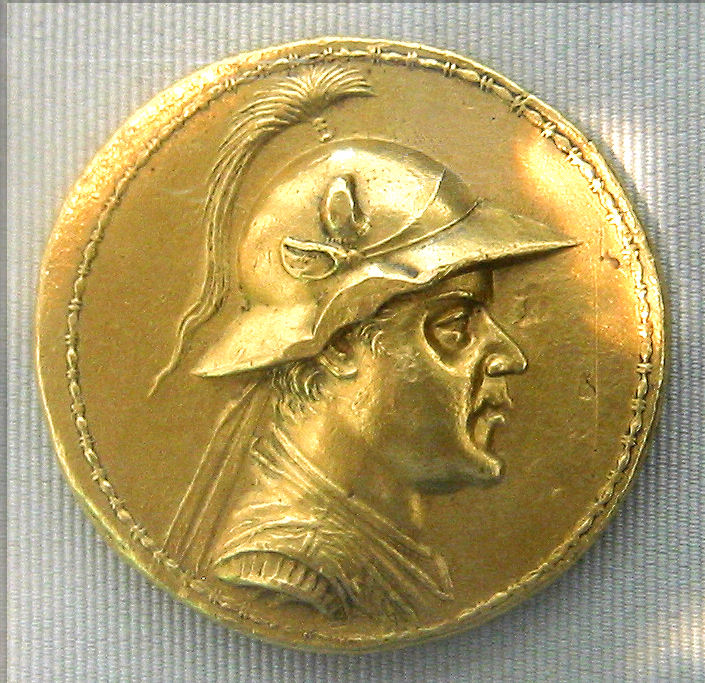
سکه‌های به‌دست آمده از اوکراتید اول، این سکه هم از نظر اطلاعاتی و ارزشی بسیار مهم است.

"ثروتمندترین امپراطوری معروف هزار شهر باختر"
سلوکوس به‌دنبال ادامهٔ سیاست‌های اسکندر با اپامه دختر اسپیتامن یکی از دشمنان اسکندر در سرزمین باختر ازدواج کرد. تا سلسله‌ای را بنیان نهد که آمیزه‌ای از نژاد ایرانی و مقدونی باشد. او جهت ایجاد وحدت در قلمرو خود، به احداث شهرهای یونانی‌نشین پرداخت. مشکلاتی که امپراتوری سلوکی با آن مواجه بود، جنگ با بطلیموس دوم مصر بود. این جنگ به دیودتس، والی باختر فرصت لازم برای اعلام استقلال (حدود ۲۵۵ پ. م) را داد. وی سغدیانه را تسخیر نموده پادشاهی یونانی بلخ را بنیانگذاری نمود. دیودتس و جانشینان وی توانستند خود را در برابر حملات سلوکی‌ها حفظ کنند به ویژه از حملات آنتیوخوس سوم بزرگ، که در نهایت وی را شکست دادند (حدود ۱۹۰ پیش از میلاد).
یونانیان بلخ چنان قدرتمند بودند که توانستند قلمرو خود را تا هند گسترش دهند:
اما راجع به باختر، بخشی از آن در کنار آریا و به سمت شمال قرار دارد، گرچه بخش‌های بیشتر آن در شمال و شرق آریا قرار دارد. و آنها همه چیز را تولید می‌کنند بجز روغن.
 یونانیانی که باعث شورش باختر شدند، تصمیم بر این داشتند تا حکومت مستقلی ایجاد کنند. آن‌ها موفق شدند و دولت‌های یونانی بلخ وهند را تأسیس کردند، همان‌طور که آپولودور دمشقی می‌گوید:
بیشترین قبایل توسط آن‌ها تحت سلطه درآمدند تا اسکندر. آن‌ها نه تنها در باختر و فراتر از آن بلکه بر هندوستان نیز تسلط یافتند…

### بودیسم
شهر بلخ بخاطر دو راهب بزرگ بودایی افغانستان - تروپوسا و بهالیکا در کشورهای بودایی مشهور است. دو استوپا بر فراز مقبره آن‌ها وجود دارد. طبق یک افسانه، بوداییسم توسط بالیکا، شاگرد بودا در بلخ معرفی شد و این شهر نام خود را از او گرفته‌است. وی یک بازرگان منطقه بود و از بوده گایا آمده بود. در ادبیات، بلخ به عنوان Balhika ,Valhika یا Bahlika نام برده شده‌است. اولین ویهارا در بلخ پس از بازگشت بالیکا بعد از راهب شدن برای وی ساخته شد. هنگامی که شوان‌زانگ در سال ۶۳۰ از بلخ بازدید کرد، آنجا یک مرکز شکوفای هینایانا بودیسم بود. طبق خاطرات شوان‌زانگ، در زمان بازدید وی در قرن هفتم میلادی، حدود صد صومعه بودایی در این شهر یا مجاورت آن وجود داشته‌است. ۳۰۰۰ راهب و تعداد زیادی استوپا و سایر بناهای مذهبی وجود داشتند.

### یهودیت
همان طور که مورخ عرب المقریزی ثبت کرده‌است، یک جامعه یهودی باستان در بلخ وجود داشته‌است، این جامعه با انتقال یهودیان به بلخ توسط پادشاه آشور سناخریب تأسیس شده‌است. جغرافیدانان عرب به وجود باب‌الیهود (دروازه یهودیان) و الیهودیه (شهر یهودی) در بلخ گواهی کرده‌اند. روایات اسلامی بیان می‌کنند که پیامبر ارمیا به بلخ گریخت و حزقیال در آنجا دفن شد. این اجتماع یهودی در قرن یازدهم مورد توجه قرار گرفت زیرا یهودیان این شهر مجبور شدند باغی را برای سلطان سلطان محمود غزنوی نگهداری کنند که برای آن مالیات ۵۰۰ درهم پرداخت کردند. طبق تاریخ شفاهی یهودیان، تیمور یک چهارم شهر را به یهودیان بلخ با یک دروازه برای بستن آن داد.
جامعه یهودیان در بلخ تا اواخر قرن نوزدهم گزارش می‌شد، در حالی که یهودیان هنوز در یک محله ویژه شهر سکونت داشتند.

### حمله اعراب مسلمان

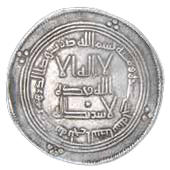
یک درهم نقره از زمان خلافت امویان، به‌دست آمده از بلخ در ۱۱۱ ه‍. ق

نخستین حملهٔ مسلمانان به بلخ در سال ۶۵۲ م. (۳۲ ه‍.ق) به سرکردگی احنف بن قیس بود. در سال ۴۳ ه‍.ق دوباره بتصرف مسلمانان درآمد ولی در زمان قتیبة بن مسلم (متوفی بسال ۹۶ ه‍.ق) بود که کاملاً مغلوب آنان شد. در دورهٔ اعراب، یعنی در قرون وسطی، بلخ همراه با هرات، نیشابور و مرو یکی از چهار قسمت (چهار ربع) خراسان بود.
 احنف بن قیس از مرورود سوی بلخ رفت و آنجا را محاصره كرد و مردم بلخ با وی بر چهار صد هزار صلح كردند كه بدان رضايت داد و پسر عموی خود اسيد بن متشمس را آنجا گماشت تا چيزی را كه بر سر آن صلح كرده بودند بگيرد و خود سوی خوارزم رفت.— تاریخ طبری
در سال ۱۱۸ ه‍.ق اسدبن عبدالله قسری پایتخت خراسان را از مرو به بلخ انتقال داد و شهر رونق یافت. در سال ۲۵۶ ه‍.ق این شهر بتصرف یعقوب لیث صفاری درآمد. در سال ۲۸۷ ه‍.ق عمرو لیث صفاری نزدیک بلخ مغلوب اسماعیل سامانی شد و به قتل رسید و بلخ تحت حکومت سامانی درآمد. در سال ۴۵۱ ه‍.ق سلجوقیان تصرفش کردند و در سال ۵۵۰ ه‍.ق به‌دست ترکان غز افتاد. در سال ۶۱۷ ه‍.ق) با وجود اینکه بلخ تسلیم چنگیز مغول شد، مغولان همه مردم شهر از زن و مرد و کودک را از شهر بیرون آورده و همه را کشتند به‌طوری که تا مدت‌ها حیوانات وحشی از گوشت آن‌ها تغذیه می‌کردند و سپس شهر را آتش زده و کاملاً تخریب نمودند. در دورهٔ تیموریان (۷۷۱ – ۹۱۱ ه‍.ق) تا اندازه‌ای شکوه گذشته را بازیافت ولی پس از بنای مزارشریف در بیست کیلومتری آن باعث شد ، بلخ تبدیل به شهري کم اهمیت تر نسبت به مزارشریف شود شهر بلخ اکنون در ولسوالی بلخ  ولایت بلخ است . 
بلخ در اکثر دوران پس از اسلام جزو قلمرو شاهان ایرانی بود. از دوران سلجوقیان بلخ باز هم به یکی از شهرهای مهم ایران تبدیل شد اما این وضع فراز و فرود داشت، ظاهرا بلخ در دورهٔ صفوی جزو قلمرو ایران نبود اما با به قدرت رسیدن نادرشاه، باز هم جزوی از ایران گردید تا اینکه در سال ۱۹۲۳ بریتانیا، افغانستان را از ایران جدا کرد. 
در منابع تاریخی به خاطر موقعیت فرهنگی و تمدنی بلخ از آن به نام‌های مختلف یاد شده‌است؛ مثلاً بلخ گزین، بلخ الحسنا، ام‌البلاد، ام‌القرا، بلخ بامی، قبه الاسلام، دارالفقاهه، دارالاجتهاد…
جهانگردان اروپایی و فارسی‌زبان، بلخ را انبار مهمی برای کالاهای عبوری در آسیای میانه در نخستین سال‌های سدهٔ ۱۹ م به‌شمار آورده‌اند. این شهر، در مرز میان بیابان‌های بی‌درخت و زمین‌های سرسبز، در شمال هندوکش و جنوب آمودریا، زمانی بسیار آبادان بود و آب شهر از طریق شبکه‌ای مرکب از ۱۸ جوی پخش می‌شد که درّه‌های شهر را به هم پیوند می‌داد. بلخ در برخوردگاه جاده‌های کاروانی واقع بود که از جنوب به هند، از غرب به ایران، و از شرق به چین کشیده می‌شد. کاروان‌های بی‌شماری از طریق این شهر، که به عنوان بازاری در آسیای میانه برای خرید و فروش اسب شهرت داشت، رفت‌وآمد می‌کردند.

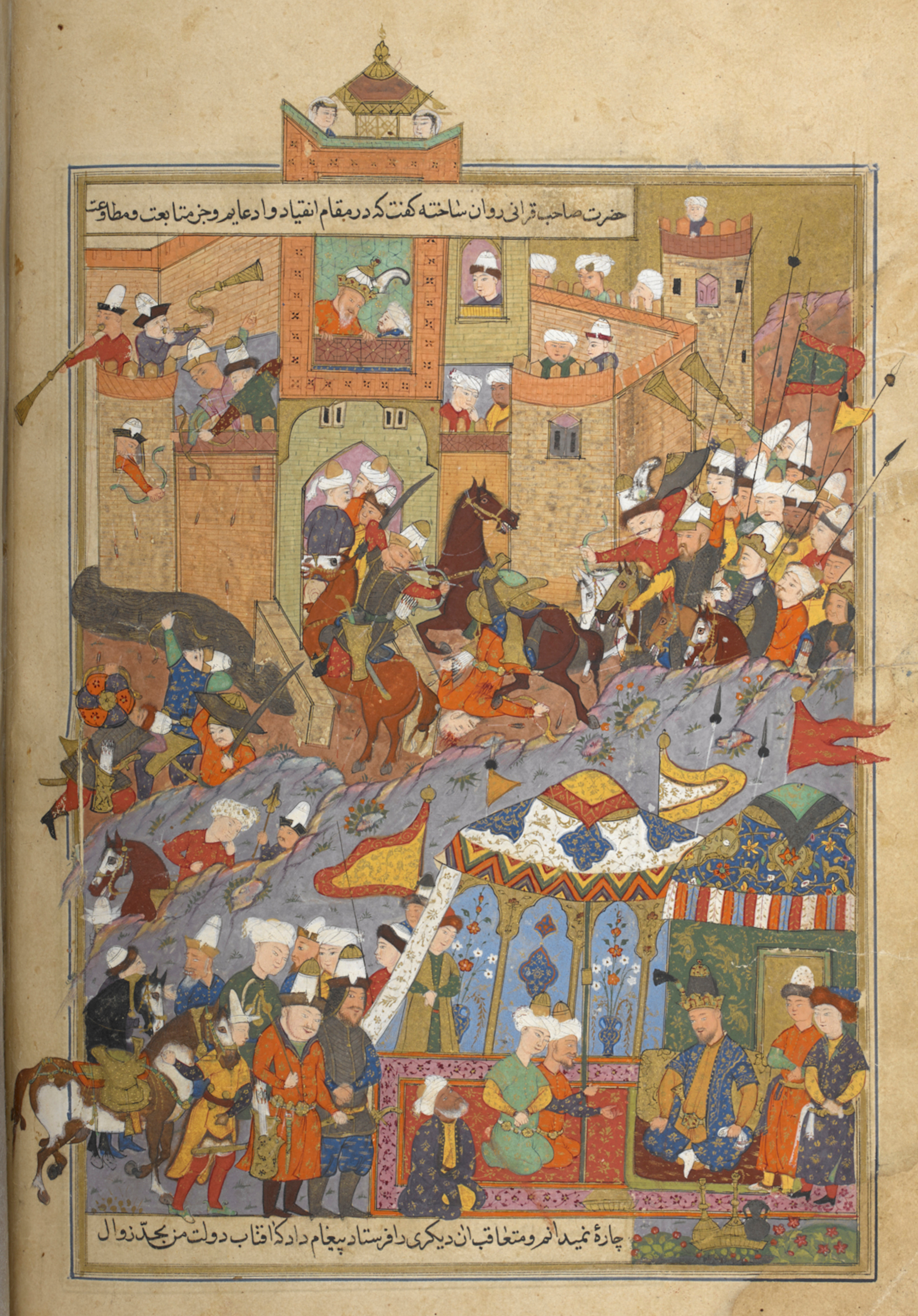
حمله امیر تیمور گورکان به بلخ

## مکان‌های باستانی

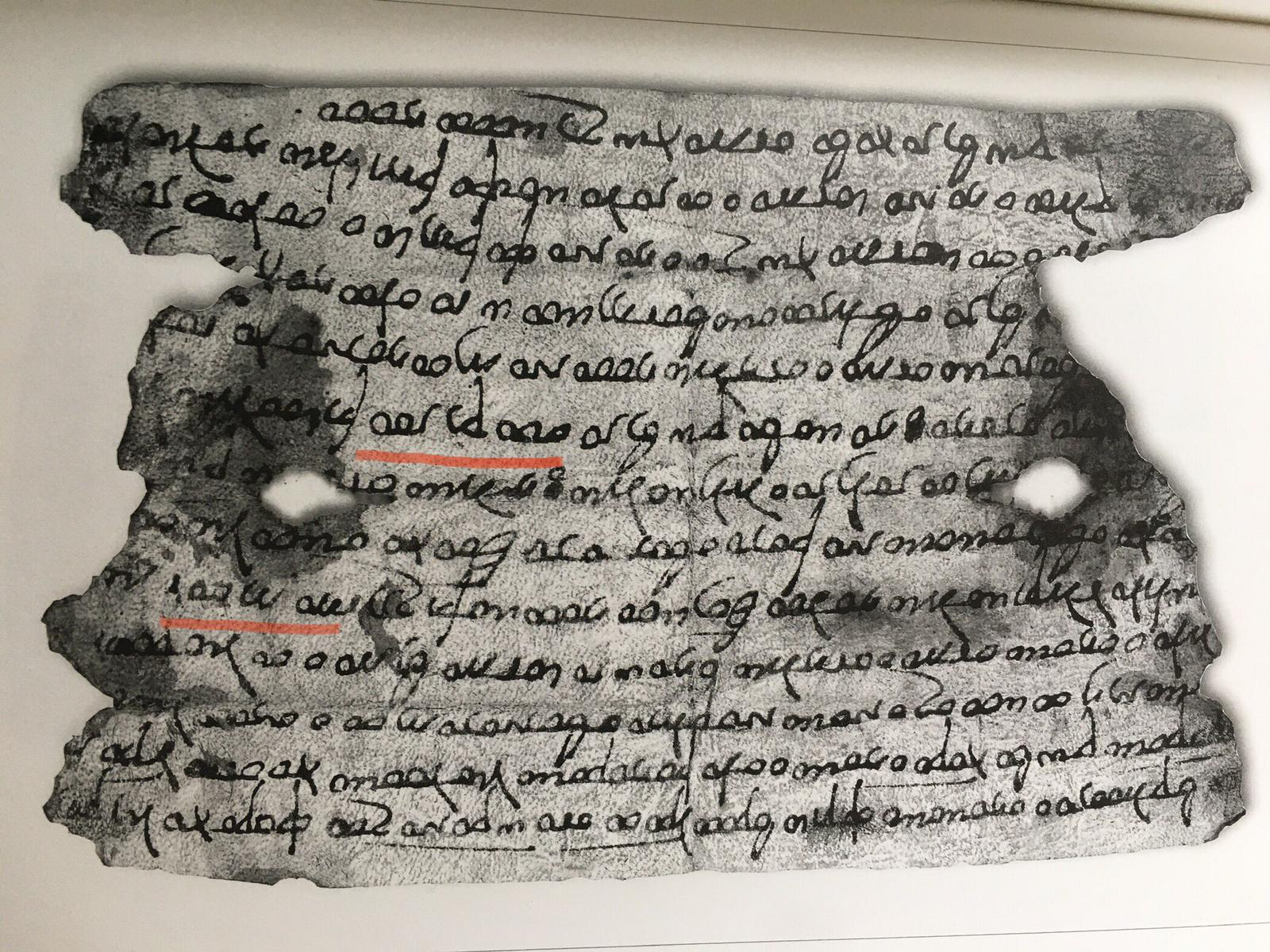
کتیبه باختری مکشوفه از بلخ توسط پروفیسور سیمز ویلیام. ترجمه: [به اورموزد بنوکان، یبغوی هفتالی افغان]، سلام و احترامات از قاضی تُخارستان و غَرچِستان. اما بعد [علاوه بر این]، "نامه (سلام شما بدستم رسیده‌است، بنابراین من شنیده‌ام که [درباره] سلامتی من پرسیدید، من خوب هستم، (و بعداً ؟) شنیدم که آنجا یک پیغام به شما فرستاده شد بدین مضمون: ""۱۸۴ … مراقب کشاورزی باشید."" اما دستور (۱۹–۱۰) به شما داده‌شده‌است. پس: "شما باید غلات را تحویل دهید و [سپس] آن را از فروشگاه شهروندان می‌توانید بخرید." من دستور (ضرر …) نمی‌دهم… [بخش ۱۱۲۱ ... ۱۱۳۱ ... ۱۴ کتیبه ازبین رفته‌است]، … بنابراین من این سفارش را می‌دهم. و من … در مورد زمستان… (؟) [بخش ۱۷ ازبین رفته‌است]. من مأموران را در آنجا [به شما] فرستادم، پس از ۱۱۸ کشاورز مراقبت کنید. (۱۱۹–۲) [به] اورمزد بنوکان، درود … ". قرن چهارم میلادی

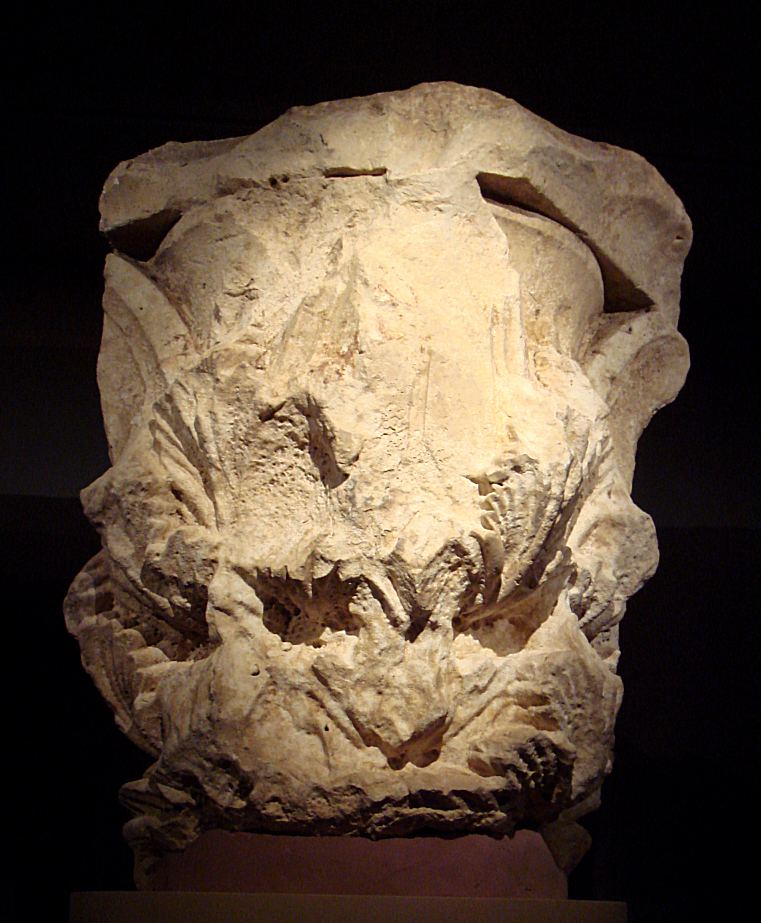
بقایای پایتخت دولت یونانی بلخ

بناهای اولیه بودایی دوام نسبتاَ بیشتری به بناهای اسلامی داشته‌اند مثل تخت رستم. طول آن ۴۶ متر عرض ۲۷ متر و ارتفاع ۱۵ متر است. چهار طاق مدور در داخل غرق شده و چهار خروجی از بیرون به داخل طراحی شده‌است. پایه ساختمان از آجرهای خشک شده در برابر آفتاب با ۶۰ سانتی‌متر مربع مساحت و ۱۰۰ تا ۱۳۹ میلی‌متر ضخامت ساخته شده‌است. تخت رستم در نقشه به صورت گول شکل و دارای اضلاع ناهموار است. ظاهراً از گل پیس (یعنی گلی مخلوط با کاه و گودال) ساخته شده‌است. ممکن است در این ویرانه‌ها ناوا ویهارا را که توسط دیپلومات چینی ژانگ چیان توصیف شده‌است، بشناسیم. بقایای بسیاری از برج‌های دیگر نیز در سایت وجود دارد.
تپه‌های مخروبه به سمت جاده مزار شریف احتمالاً نشان‌دهنده مکان شهری است که هنوز قدیمی‌تر از آن است که بلخ امروزی در آن قرار دارد.

### دیگر
امروزه جدا از ویرانه‌ها و استحکامات باستانی در بلخ، مکان‌های دیدنی زیاد دیگری نیز دیده می‌شود:
- مدرسه سید سبحان قلی خان.
- بالاحصار بلخ، زیارتگاه و مسجد خواجه نصر پارسا.
- آرامگاه شاعر رابعه بلخی.
- مسجد نه گنبد (مسجد نو گنبد). این مسجد با تزئینات و کاشیکاری‌های عالی، که به آن مسجد حاجی پیاده نیز گفته می‌شود، اولین بنای یادبود اسلامی است که در افغانستان شناسایی شده‌است.
- تخت رستم و تپه رستم

### موزه بلخ
این موزه قبلاً دومین موزه بزرگ کشور بود، اما مجموعه آثار آن در دوران اخیر دچار غارت شده‌است.
این موزه از ساختمانی مشترکی که با یک کتابخانه مذهبی دارد به موزه مسجد کبود نیز معروف است. این موزه ویرانه‌های باستانی بلخ، کلکسیون آثار هنری اسلامی از جمله قرآن قرن سیزدهم و نمونه‌هایی از هنرهای تزئینی و مردمی افغانستان را به نمایش می‌گذارد.

## نقش فرهنگی
بلخ همواره کانون علم و هنر و فرهنگ بوده و نقش عمده‌ای در توسعه زبان و ادبیات فارسی داشته‌است. علماء و فضلای بزرگی را در دامان خویش پرورانیده است.

## نگارخانه

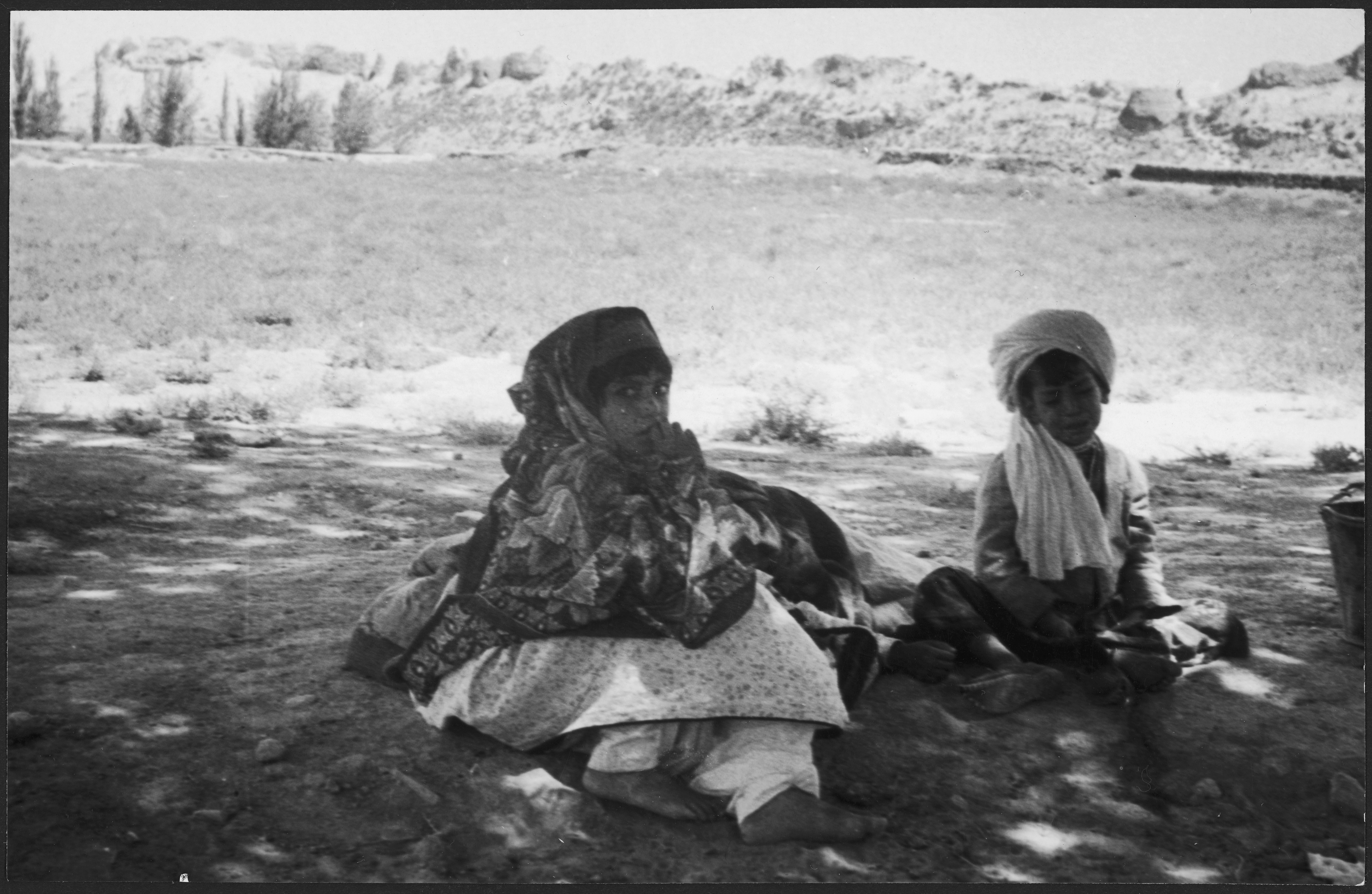
دو کودک در بلخ (۱۹۳۹)
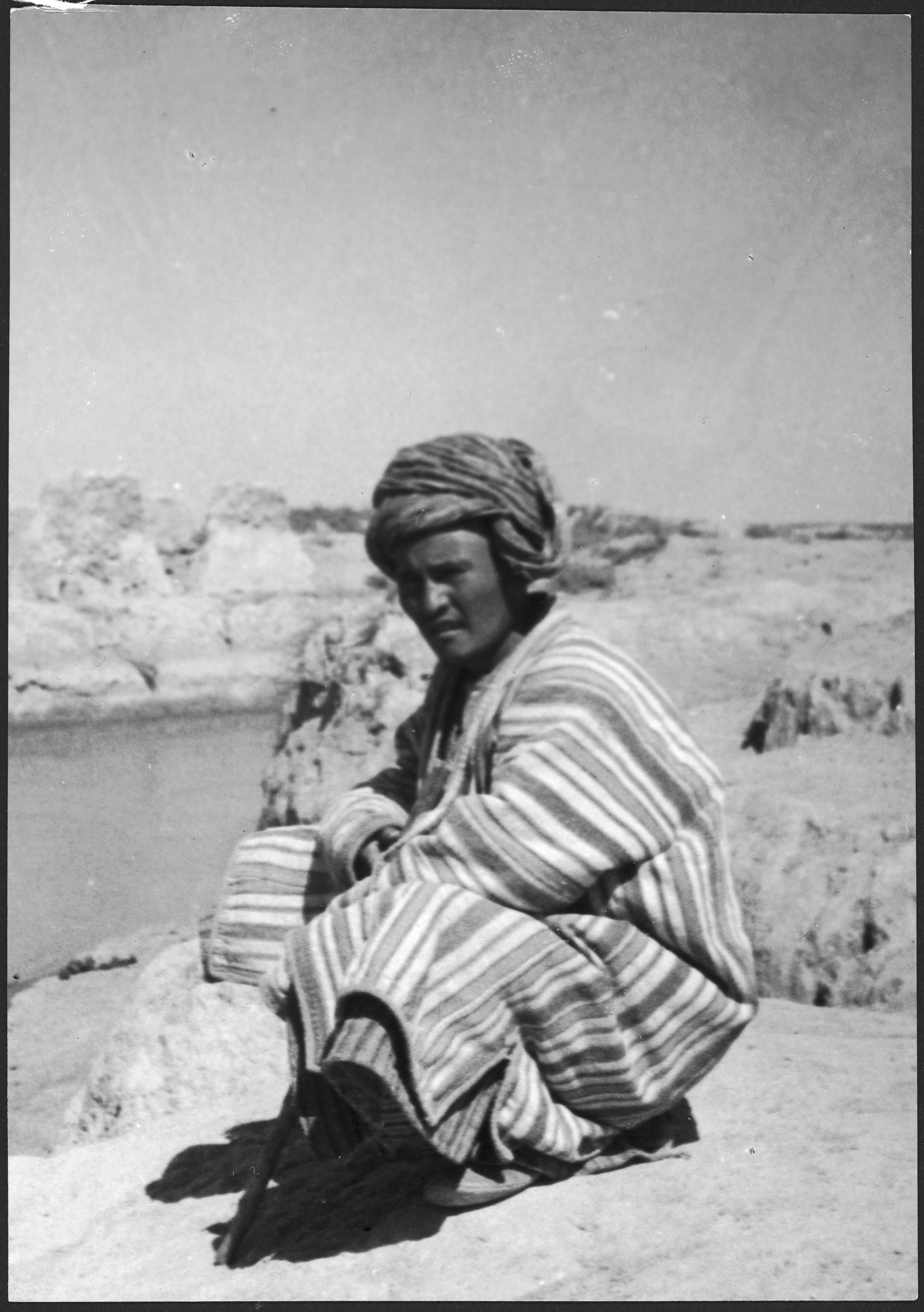
۱۹۳۹
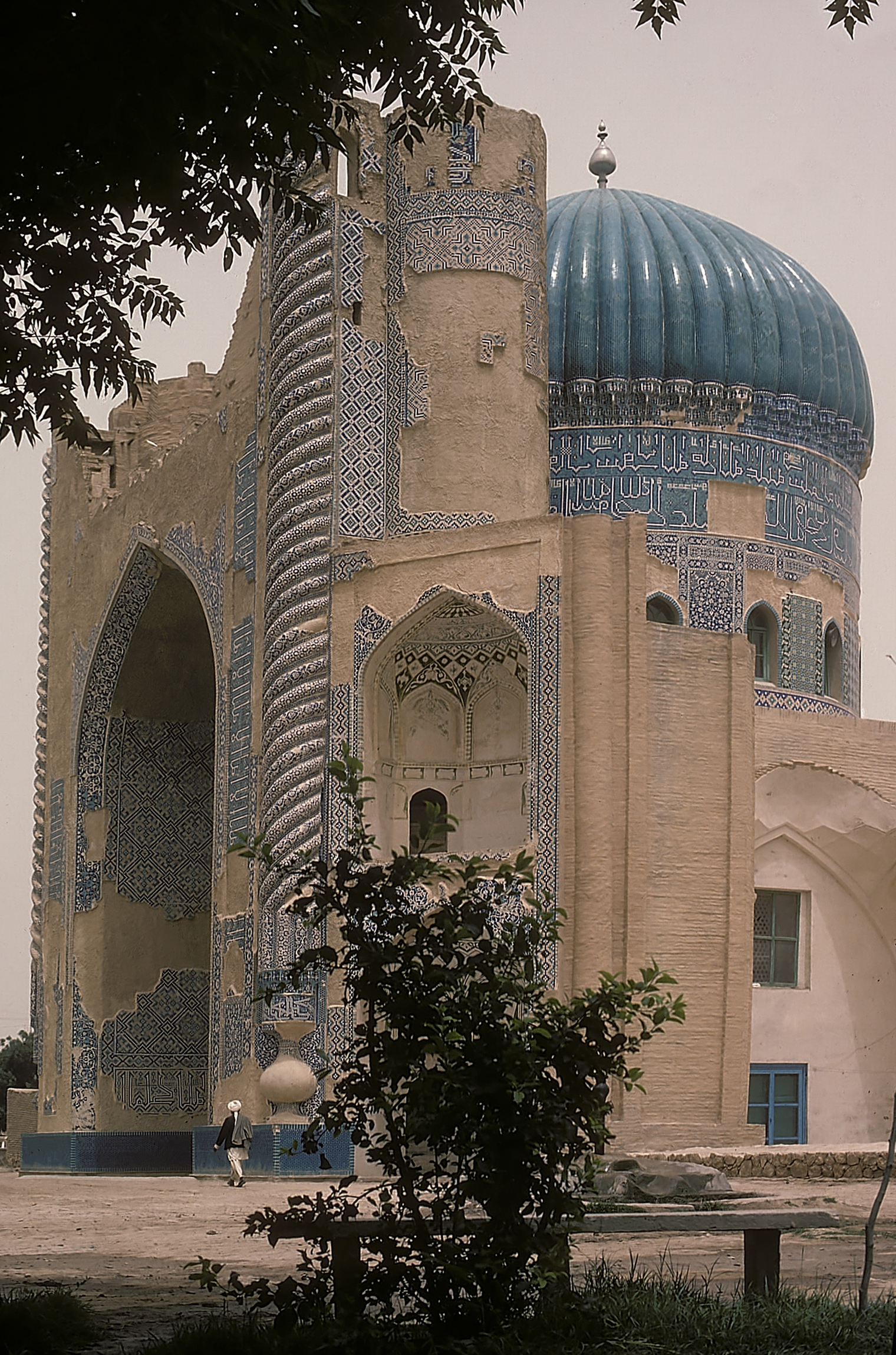
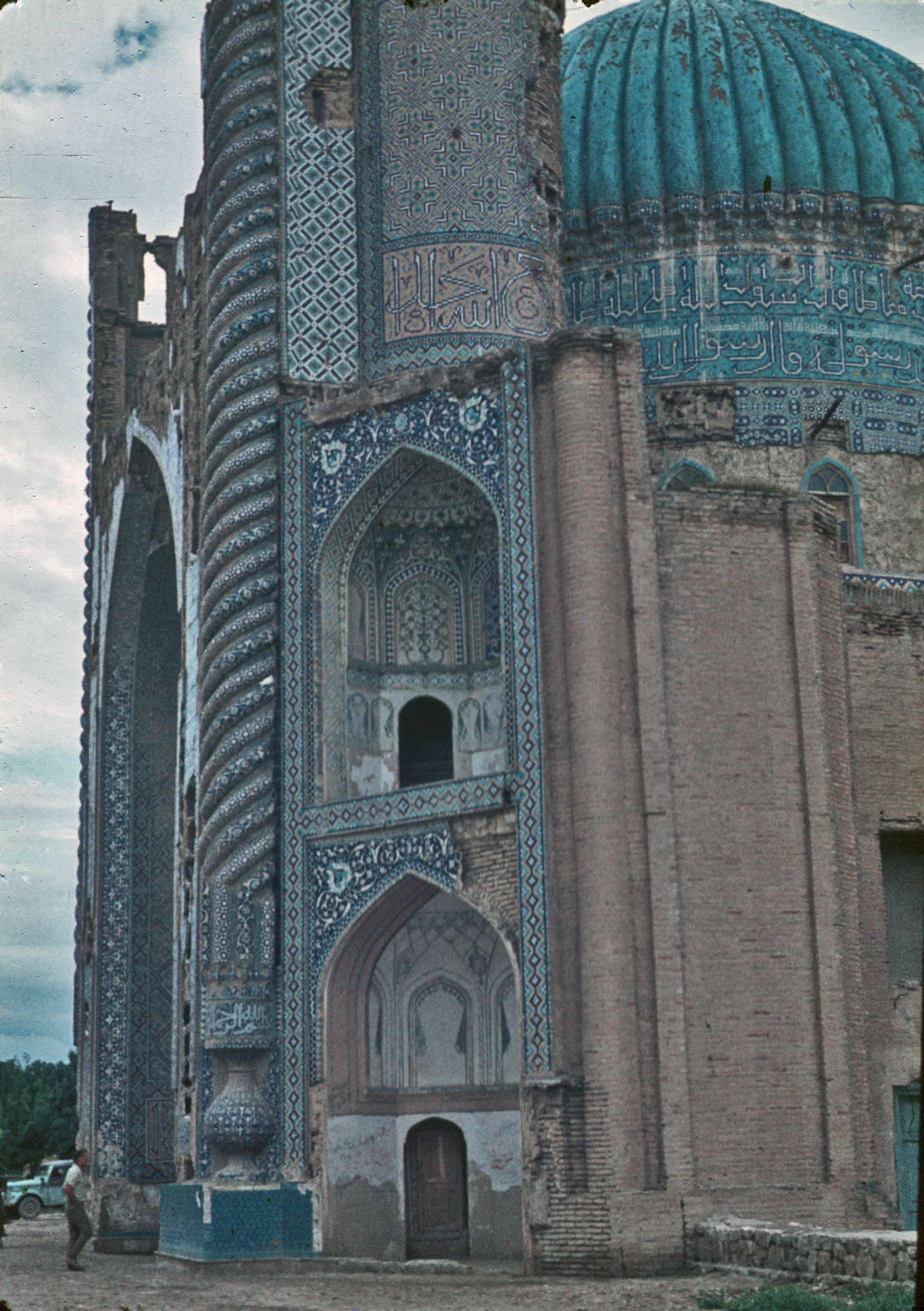
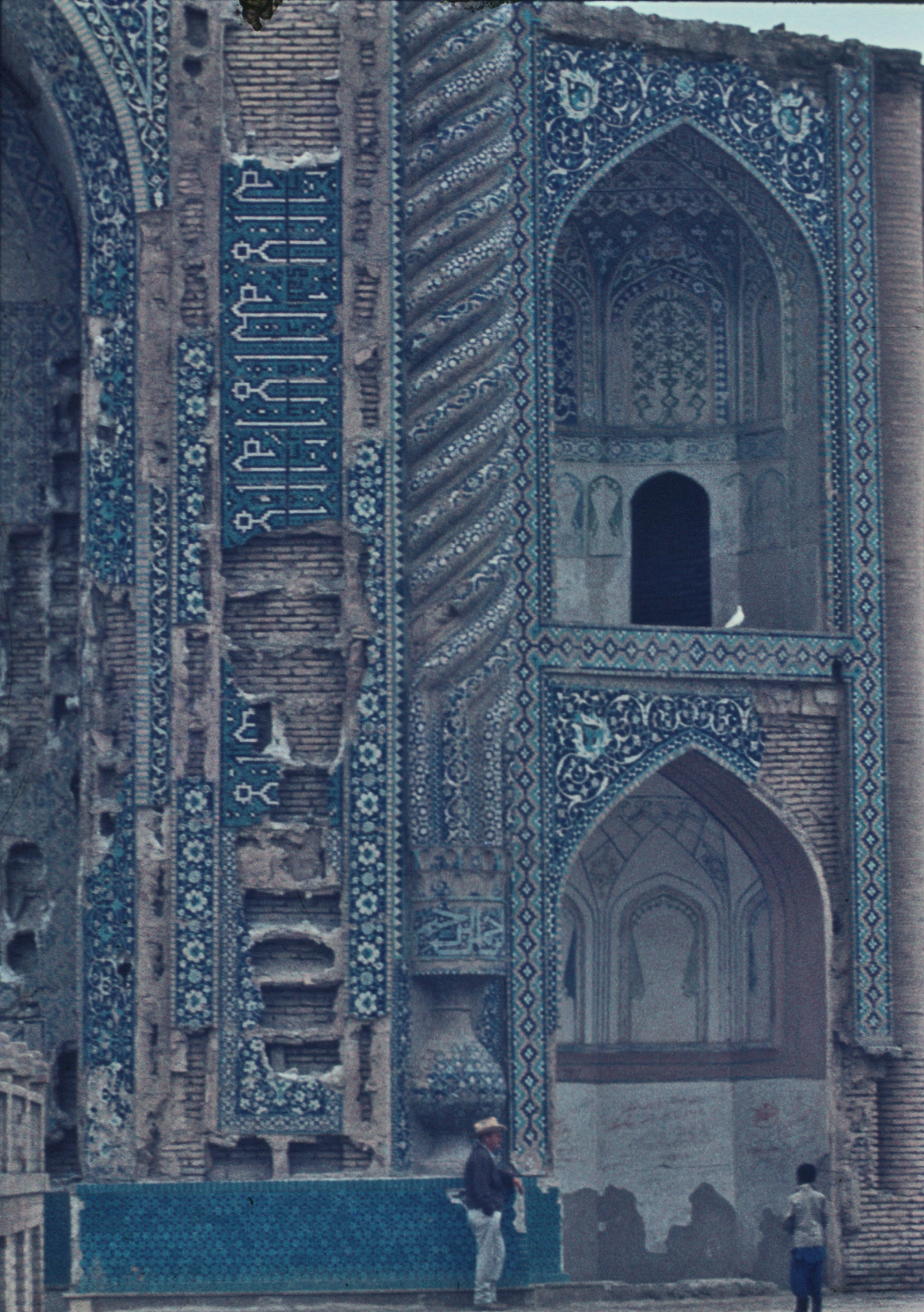
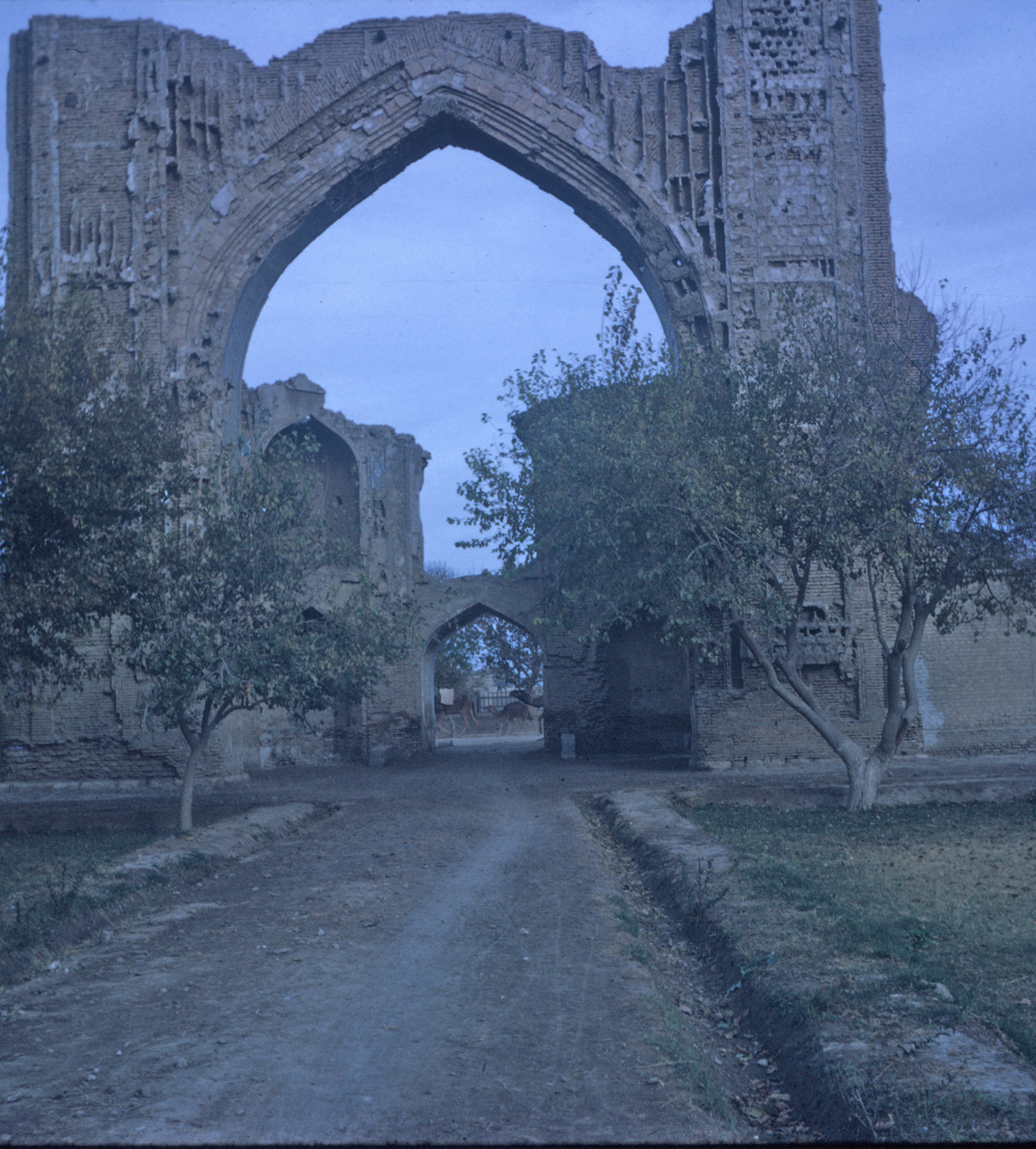
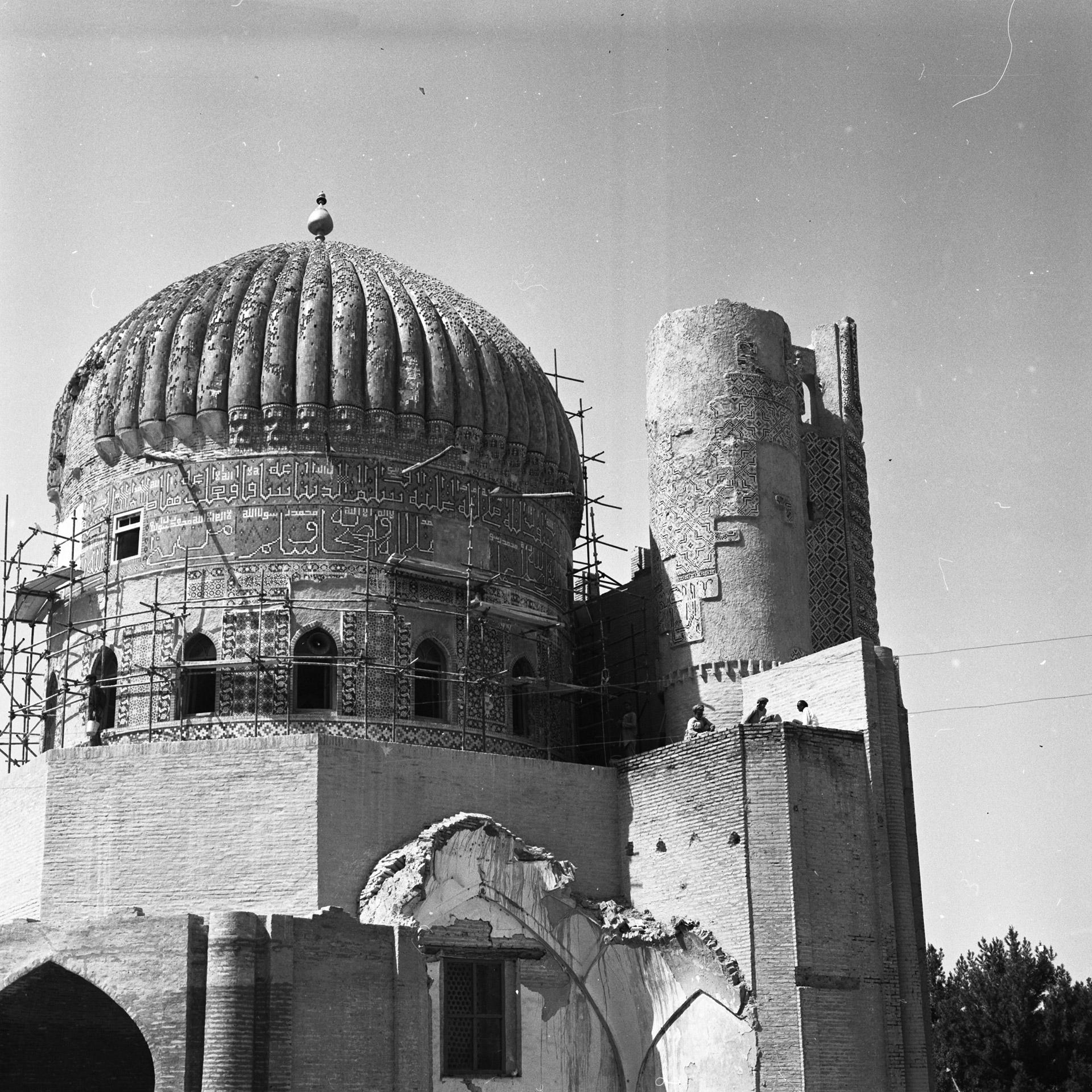
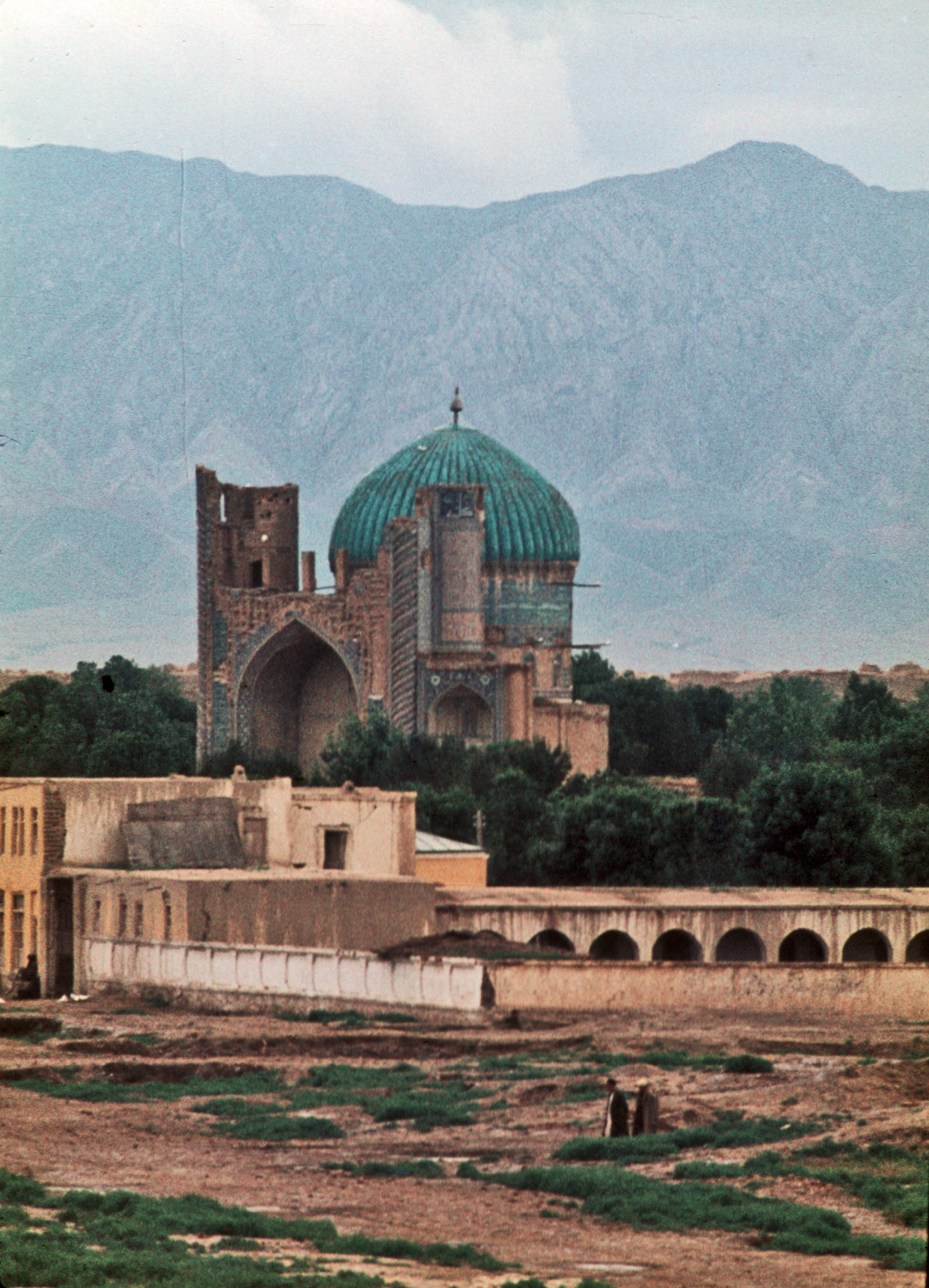